# Protestas en Senegal de 2021
Las protestas en Senegal de 2021 son protestas masivas y disturbios contra el arresto del líder de la oposición Ousmane Sonko por acusaciones de violación que han dejado 10 muertos en Senegal. Las protestas comenzaron en todo Senegal el 3 de marzo, cuando cientos se reunieron para protestar por el arresto del líder de la oposición. Miles salieron a las calles durante los siguientes 3 días y se restringió Internet para frenar las protestas.

## Contexto
Las protestas comenzaron después de que el líder de la oposición fuera arrestado tras denuncias de violación de niñas escolares. Él ha negado cualquier acusación y ha afirmado que el presidente Macky Sall está tratando de arrestarlo. Él convocó protestas en apoyo de la oposición y llamó a un movimiento antigubernamental. Las protestas se produjeron bajo el lema Trop c'est trop, que significa Ya basta.
Las protestas iniciales y las huelgas públicas comenzaron con manifestaciones contra la cuarentena del 5 al 13 de enero en Pikine, Yoff y Dakar, que dejaron enfrentamientos con la policía, que disparó gas lacrimógeno. Las protestas en el país se tornaron violentas del 8 al 10 de febrero, cuando los alborotadores se enfrentaron con la policía después de que marcharon hacia el parlamento tras las denuncias de violación en Dakar.

## Protestas
Las protestas estallaron en Dakar y se extendieron por todo el país que se intensificaron el miércoles 3 de marzo. Después de dos días de protestas y disturbios contra su arresto, miles de personas se reunieron en la oficina presidencial y se enfrentaron con la policía antidisturbios y las fuerzas de seguridad, quienes dispararon botes de gas lacrimógeno y balas de goma para dispersar las crecientes protestas contra el gobierno.
Las protestas continuaron a pesar de la violencia en la Universidad de Dakar el viernes 5 de marzo, en la que murieron entre 2 y 4 manifestantes durante el movimiento de protesta masiva cuando los manifestantes arrojaron piedras a la policía que atacaba a los petroleros y dispararon gases lacrimógenos a los manifestantes, quienes a cambio levantaron barricadas y barricadas en Dakar. Las manifestaciones se intensificaron al día siguiente, con cientos de personas que participaron en manifestaciones fuera de la prisión en la que se encuentra Ousmane Sonko.